# Îles Satyrides
Les îles Satyrides sont un lieu mythique désigné ainsi par Pausanias le Périégète dans sa Description de la Grèce en raison de l'attitude et de l'accoutrement de leurs habitants, rappelant ceux des Satyres.

## Présentation

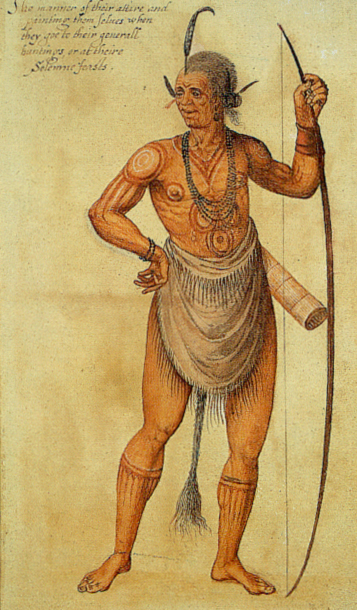
Amérindien roux avec une queue de cheval dans le dos (Algonquin de la Caroline du Nord vers 1585).

Pausanias a relaté dans le chapitre XXIII de son ouvrage Description de la Grèce, l'existence d'îles situées au-delà des colonnes d'Hercule, à l'« extrémité occidentale de la mer extérieure » (l'océan Atlantique), « là où les bateaux ne vont jamais », certaines inhabitées, et d'autres peuplées par des Satyres à la peau rousse et pourvus de queues presque aussi longues que celles des chevaux. Pausanias tiendrait cette information d'un marin au long cours, un certain Euphémos de Carie, marin originaire de Carie, dont le navire fut emporté, par les vents, sur la mer extérieure, au-delà des colonnes d'Hercule.

## Extraits
Euphémos de Carie et ses compagnons de voyage virent beaucoup d'îles, les unes désertes, les autres peuplées d'hommes sauvages.
« Les matelots ne voulaient pas approcher de ces dernières, ayant abordé précédemment dans quelques-unes, et sachant de quoi leurs habitants étaient capables ; ils s'y virent cependant encore forcés. Les matelots donnaient à ces îles le nom de Satyrides, leurs habitants sont roux et ont des queues presque aussi longues que celles des chevaux. Ils accoururent vers le vaisseau dès qu'ils l'aperçurent, ils ne parlaient point, mais ils se jetèrent sur les femmes pour les violer. À la fin, les matelots épouvantés leur abandonnèrent une femme barbare qu'ils jetèrent dans l'île, et les Satyres peu satisfaits des jouissances naturelles, assouvirent leur brutalité sur toutes les parties de son corps. »

## Interprétations
Par la suite des historiens, ethnologues, ethnographes ou hellénistes donnèrent leur interprétation tentant d'expliquer le texte original de Pausanias. 
Ainsi l'helléniste Pierre Lévêque y voit une île peuplée d'Amérindiens à queue de cheval, située du côté des Antilles ;
Le père Joseph-François Lafitau, ethnographe du XVIIIe siècle, a également étudié ce texte de Pausanias et donne son interprétation reprise dans le volume IV de l'ouvrage Bibliothèque françoise, ou Histoire littéraire de la France. Il y voit des hommes à la chair rougeâtre et dont la queue située au bas de leur dos ou sur leur flanc ne serait que celle des peaux de bêtes dont ces humains se couvraient. D'autres interprétations donnent une description « d'hommes à peau rouge, à chevelure noire et raide comme le crin d'un cheval ».
La description de ces « sauvages » s'apparente plus à des satyres selon la perception qu'en avaient les Anciens, plutôt qu'à l'existence d'un groupe d'aborigènes constituant un peuple autochtone, tant par l'apparence que par les mœurs. Les traductions que donnent ces sources secondaires forcent le trait (« à la peau rouge » plutôt que « roux », « chevelure noire et raide comme le crin d'un cheval » plutôt qu'ayant « des queues presque aussi longues que celles des chevaux »).
Cependant Pausanias tient à préciser que tous ces navigateurs bien qu'ils soient des hardis marins, sont de fieffés menteurs. Néanmoins la description faite de ces hommes d'outre œkoumène demeure une énigme qui pose la question récurrente sur d'hypothétiques navigations antiques, volontaires ou non, vers les îles Canaries peuplées de Guanches, ou plus loin encore vers l'Amérique, aventures connues ou restées secrètes, imprécises ou fantaisistes.